# Yuya Nakamura (1986)
Yuya Nakamura (中村 祐也 Nakamura Yūya?, nacido el 14 de abril de 1986 en Kamifukuoka (actualmente Fujimino), Saitama) es un futbolista japonés que se desempeña como delantero.

## Trayectoria

### Clubes
| Club              | País  | Año         |
| ----------------- | ----- | ----------- |
| Urawa Reds        | Japón | 2005 - 2007 |
| Shonan Bellmare   | Japón | 2008 - 2014 |
| FC Machida Zelvia | Japón | 2015 -      |

## Estadística de carrera

### J. League
| Club              | Año   | J. League | J. League | Copa J. League | Copa J. League | Total | Total |
| Club              | Año   | Part.     | Goles     | Part.          | Goles          | Part. | Goles |
| ----------------- | ----- | --------- | --------- | -------------- | -------------- | ----- | ----- |
| Urawa Reds        | 2005  | 0         | 0         | 0              | 0              | 0     | 0     |
| Urawa Reds        | 2006  | 0         | 0         | 0              | 0              | 0     | 0     |
| Urawa Reds        | 2007  | 0         | 0         | 0              | 0              | 0     | 0     |
| Shonan Bellmare   | 2008  | 5         | 0         | -              | -              | 5     | 0     |
| Shonan Bellmare   | 2009  | 44        | 14        | -              | -              | 44    | 14    |
| Shonan Bellmare   | 2010  | 30        | 3         | 4              | 2              | 34    | 5     |
| Shonan Bellmare   | 2011  | 5         | 3         | -              | -              | 5     | 3     |
| Shonan Bellmare   | 2012  | 8         | 2         | -              | -              | 8     | 2     |
| Shonan Bellmare   | 2013  | 0         | 0         | 0              | 0              | 0     | 0     |
| Shonan Bellmare   | 2014  | 10        | 1         | -              | -              | 10    | 1     |
| FC Machida Zelvia | 2015  | 16        | 0         | -              | -              | 16    | 0     |
| FC Machida Zelvia | 2016  | 19        | 11        | -              | -              | 19    | 11    |
| FC Machida Zelvia | 2017  | 8         | 0         | -              | -              | 8     | 0     |
| Total             | Total | 145       | 34        | 4              | 2              | 149   | 36    |